# 静岡県立焼津中央高等学校
静岡県立焼津中央高等学校（しずおかけんりつ やいづちゅうおうこうとうがっこう）は、静岡県焼津市小土に所在する県立高等学校。

## 設置学科
- 普通科
  - 普通クラス
  - 特進クラス（選抜制）

## 概要
1963年に開校した公立高校である。校名は「中央」と冠しているが実際には市の西端に所在している。徒歩15分ほどの場所に西焼津駅があるため電車通学をする生徒や焼津市と隣接する藤枝市から自転車等で通う生徒も多い。難関大学進学を目的とする特進クラスが1年生は2クラス、2,3年生は文理それぞれ1クラスずつ設置されている。志太地区2番目の進学校として国公立大学への進学が多い。近年では医学部志望者も増加中。
高校では全国的に珍しい合唱部によるオペラ公演で有名である。これまでに49回公演を行っており、衣装・小道具・大道具はすべて合唱部員の手作りである。主な上演作品は「カルメン」「フィガロの結婚」「魔笛」「仮面舞踏会」など。
またレスリングも盛んで、県内では強豪校の一つである。同校OBが中心となってレスリングクラブなど設置され、ロンドンオリンピックに代表選手も輩出した。
2020年度より探究活動の一環として木曜日の7時間目に設置されている「ChuoHour（通称CH）」の時間を中心にSDGsについて調べ発表をするという活動も行っている。

## 沿革
- 1963年4月10日 - 静岡県立焼津中央高等学校として開校。焼津市立焼津南小学校にて入学式を挙行。焼津市立豊田中学校内を仮校舎として使用。
- 1963年12月28日 - 校舎第1期工事起工。翌年8月28日より一部使用開始。
- 1964年10月1日 - 校舎第1期工事竣工。
- 1965年12月27日 - 体育館兼講堂完成。
- 1966年5月31日 - 特別教室増築のための校舎第2期工事竣工。
- 1969年5月7日 - 挌技場（不撓場）完成。
- 1970年1月7日 - 増築のための校舎第3期工事竣工。
- 1971年7月20日 - 弓道場完成。
- 1972年10月1日 - 創立10周年記念式典挙行。
- 1973年3月25日 - プール完成。
- 1974年1月20日 - 増築のための校舎第4期工事竣工。
- 1977年9月17日 - 創立15周年記念式典挙行。
- 1980年10月20日 - 自転車置場（2階建）完成。
- 1981年3月14日 - C棟校舎増築工事竣工。
- 1982年10月30日 - 創立20周年記念式典挙行。
- 1984年12月21日 - 豊友館（生活館兼同窓会館）完成。
- 1992年11月12日 - 創立30周年記念。30周年記念誌発行。
- 1995年9月30日 - 新体育館兼講堂完成。
- 1995年12月15日 - 格技場跡地に自転車置場・駐車場完成。
- 2002年5月13日 - 管理教室棟（A棟）耐震工事竣工。
- 2007年8月31日 - 特別教室棟（B棟）耐震工事竣工。
- 2008年1月15日 - バリアフリー対策改修工事竣工。
- 2014年3月14日 - プール改修工事竣工。
- 2011年4月6日 - 創立50周年記念事業駐車場完成。
- 2012年11月17日 - 創立50周年記念式典挙行。
- 2022年10月9日 - 創立60周年記念。管理教室棟（A棟）校舎改築工事着手。運動場内の仮設校舎を使用。

## 交通
- JR東海道線西焼津駅から、徒歩15分
- しずてつジャストライン五十海大住線 ｢豊田｣停留所から、徒歩10分

## 学校行事
- 4月 新入生オリエンテーション、入学式、新入生ガイダンス、課題テスト、部活動紹介、交通安全教室（1年）、生徒総会、携帯安全教室（1年）、身体測定、思春期セミナー（1年）
- 5月 防災訓練、野球定期戦（対静岡県立焼津水産高等学校）、1学期中間テスト、環境美化活動、吹奏楽部定期演奏会（焼津市文化センター）（2020年度より5月に実施）
- 6月 文化祭（中央祭）、課題テスト、合唱部オペラ公演（焼津市文化センター）、サッカー定期戦（対静岡県立焼津水産高等学校）
- 7月 生徒会長選挙、1学期期末テスト、球技大会、夏の野球応援（1年）、夏期補講、勉強合宿（2年）
- 8月 中学生1日体験入学（焼津市文化センター）、課題テスト（1,2年）、実力テスト（3年）、夏期補講
- 9月 芸術鑑賞教室、体育祭（焼津市総合グラウンド）（2007年度より秋に実施。）、HR DAY
- 10月 2学期中間テスト、PTAミニ進路講話（1年）、生徒総会、環境美化活動、保育体験実習（2年）、学校公開日
- 11月 実力テスト（1年）、マラソン大会
- 12月 修学旅行（2015年度よりハワイ。2006年度よりオーストラリアケアンズまたはハワイ。2005年度以前は北海道。）、2学期期末テスト、大学教授による模擬授業（1,2年）
- 1月 大学入学共通テスト（3年）、実力テスト（1,2年）
- 2月 生徒会長選挙、学年末テスト
- 3月 卒業式、生徒会行事、離任式

## 部活動
運動部
- 弓道部
- 剣道部
- サッカー部
- 水泳部
- 卓球部
- テニス部（男・女）
- バスケットボール部（男・女）
- バドミントン部
- バレーボール部（男・女）
- 野球部
- 陸上競技部
- レスリング部

文化部
- 将棋部
- 科学部
- 合唱部（オペラ）
- 家庭部
- 華道部
- 茶道部
- 写真部
- 書道部
- 新聞部
- 吹奏楽部
- 放送部
- 美術部

同好会
- ボランティア同好会
- クイズ同好会（2020年度より）

## 校舎
校舎は都度耐震補強工事が行われてきたが、体育館だけは先行して東海地震にも耐えられるように改築された（上記「沿革」参照）
2007年、特別教育棟（B棟）の耐震補強工事、再塗装を終了。2007年12月より職員玄関付近のバリアフリー化工事を実施。
その後、2022年に「静岡県学校施設中長期整備計画」に基づいて、管理教室棟校舎全体（A棟）の改築計画が決定され改築中。　　　　  

## 著名な卒業生
- 中野弘道（焼津市長）
- 長谷川恒平（レスリング選手）
- 青野ひかる（レスリング選手、総合格闘家）
- 佐藤圭太（パラリンピック陸上競技選手）
- 林アキラ（「おかあさんといっしょ」5代目うたのおにいさん）
- 石田徹也（画家）
- 古今亭志ん好 (5代目)（落語家）
- 雷門音助（落語家）
- 北川友紀（シンガーソングライター）
- 河合いよ（グラビアアイドル）
- 増田真也（法学研究者）

## 学校長・教職員
- 遠山一郎（校長）
- 鈴木明徴（教頭）